# Forcalquier
Forcalquier är en stad och kommun i departementet Alpes-de-Haute-Provence i sydöstra delen av Frankrike. Kommunen hade 2007 4 649 invånare .

## Befolkningsutveckling
Antalet invånare i kommunen Forcalquier
| Referens: INSEE |

## Vänorter
- Guastalla, Italien